# Helene Götschel
Helene Götschel (* 1963 in Bayreuth) ist eine deutsche Physikerin, Wissenschaftshistorikerin und Geschlechterforscherin. Sie hat eine „Maria-Goeppert-Mayer“ Professur für Gender in Ingenieurwissenschaften und Informatik an der Hochschule Hannover inne.

## Leben und Werk
Götschel studierte von 1983 bis 1990 Physik in Hamburg und Tübingen und promovierte als Sozial- und Wirtschaftshistorikerin. Weiterhin studierte sie Wissenschaftsgeschichte, Hochschuldidaktik sowie Geschlechterforschung in Tübingen und Hamburg.
Sie hatte Gastprofessuren an der Carl von Ossietzky Universität Oldenburg, der Technischen Universität Kaiserslautern und an der Technischen Universität Darmstadt inne. 2015 wurde sie als Maria-Goeppert-Mayer-Professorin für "Gender in Ingenieurwissenschaften und Informatik" an die Hochschule Hannover berufen. Im Jahr 2020 ist sie als KI²VA Gastprofessorin an der Technischen Universität Darmstadt am Institut für Allgemeine Pädagogik und Berufspädagogik.
Götschel befasst sich vorwiegend mit der Geschlechterforschung in den Naturwissenschaften und mit der Geschichte der Physik.
Sie gehört zum Vorstand des Vereins Frauen in Naturwissenschaft und Technik.

## Publikationen (Auswahl)
- Naturwissenschaften und Gender in der Hochschule: Aktuelle Forschung und erfolgreiche Umsetzung in der Lehre. Talheimer-Verlag, Mössingen-Talheim 2009, ISBN 978-3-89376-132-6, S. 190.
- Naturwissenschaftlerinnen und Technikerinnen in Bewegung: Zur Geschichte des Kongresses Frauen in Naturwissenschaft und Technik 1977 bis 1989. Dissertation. 2002, ISBN 3-89376-095-4, S. 400.
- Perspektivenwechsel: Frauen- und Geschlechterforschung zu Mathematik und Naturwissenschaften. Talheimer Verlag, Mössingen-Talheim 2001, ISBN 3-89376-040-7, S. 224.